# Vado... l'ammazzo e torno
Vado... l'ammazzo e torno é um filme italiano do gênero western spaghetti lançado em 1967.

## Sinopse
Um trem transportando 300 mil dólares é roubado por Monetero e sua gangue, porém, um de seus homens foge com o dinheiro e o esconde. Quando é capturado por Monetero, ele é morto por soldados antes de revelar o esconderijo. O único objeto que pode conduzir ao ouro é um medalhão, no qual é disputado por três homens: Estrangeiro, Monetero e Clayton.

## Elenco
- Edd Byrnes - Clayton
- George Hilton - Estrangeiro
- Gilbert Roland - Monetero
- Stefania Careddu (como Kareen O'Hara) - Marisol 'Guapa'
- José Torres - Bahunda
- Ivano Staccioli - Capitão
- Gérard Herter: Lawrence Blackman
- Ignazio Spalla (como Pedro Sanchez) - Pajondo
- Adriana Giuffrè - Conchita
- Valentino Macchi - Charro Ruiz
- Riccardo Pizzuti (como Rick Piper) - Paco
- Biagio Gambini (como Rodolfo Valadier) - Pablo
- Marco Mariani - Sargento